# 圣伊莱尔德拉科特
圣伊莱尔德拉科特（法語：Saint-Hilaire-de-la-Côte，法語發音：[sɛ̃t‿ilɛʁ də lakot]）是法国伊泽尔省的一个市镇，位于该省西北部，属于维埃纳区。

## 地理
圣伊莱尔德拉科特（45°23'26"N, 5°19'38"E）面积13.75 平方千米，位于法国奥弗涅-罗讷-阿尔卑斯大区伊泽尔省，该省份为法国东南部内陆省份，北起顺时针与安省、萨瓦省、上阿尔卑斯省、德龙省、阿尔代什省、卢瓦尔省和罗讷省。
与圣伊莱尔德拉科特接壤的市镇（或旧市镇、城区）包括：布雷赞、拉弗雷特、日约奈、隆日舍纳勒、莫捷、圣艾蒂安-德圣茹瓦尔。
圣伊莱尔德拉科特的时区为UTC+01:00、UTC+02:00（夏令时）。

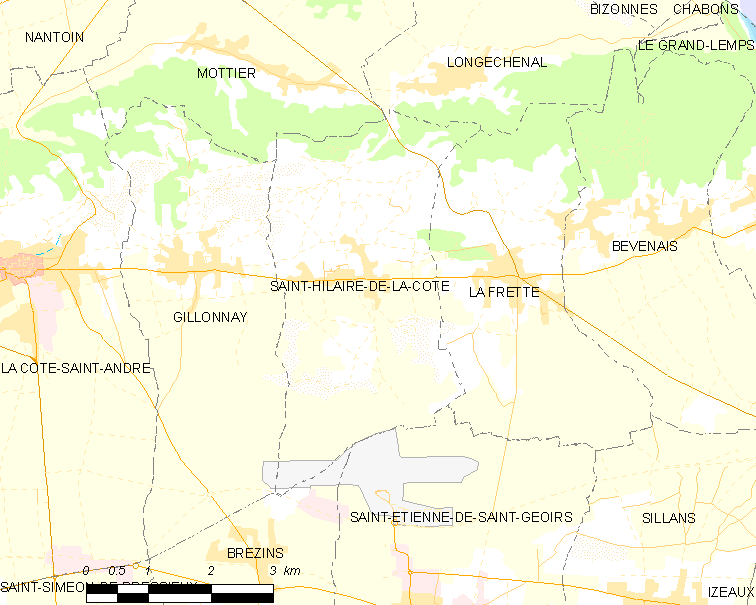
圣伊莱尔德拉科特的OSM定位图

## 行政
圣伊莱尔德拉科特的邮政编码为38260，INSEE市镇编码为38393。

## 政治
圣伊莱尔德拉科特所属的省级选区为比耶夫尔县。

## 人口

1962-2008年间圣伊莱尔德拉科特人口变化图示

圣伊莱尔德拉科特于2022年1月1日时的人口数量为1598人。